# Fågelsta
Fågelsta est une localité de Suède dans la commune de Motala située dans le comté d'Östergötland.
Sa population était de 299 habitants en 2019.